# East Ridge
East Ridge é uma cidade localizada no estado norte-americano do Tennessee, no Condado de Hamilton.

## Geografia
De acordo com o United States Census Bureau, a cidade tem uma área de 21,4 km², onde todos os 21,4 km² estão cobertos por terra.

### Localidades na vizinhança
O diagrama seguinte representa as localidades num raio de 8 km ao redor de East Ridge.

## Demografia
Segundo o censo nacional de 2010, a sua população é de 20 979 habitantes e sua densidade populacional é de 978,27 hab/km². É a cidade mais densamente povoada do Tennessee. Possui 10 384 residências, que resulta em uma densidade de 484,21 residências/km².